# Horst Philipp Schneider
Horst Philipp Schneider (* 17. Oktober 1962 in Unkel) ist ein deutscher Klassischer Philologe und Byzantinist.

## Leben
Nach dem Abitur 1982 in Bad Honnef studierte er von 1982 bis 1990 Klassische Philologie und Alte Geschichte an der Rheinischen Friedrich-Wilhelms-Universität Bonn, wo er 1990 das erste Staatsexamen in Klassischer Philologie ablegte. Von 1992 bis 1993 war er Promotionsstipendiat der Graduiertenförderung NRW an der Universität Bonn. Von 1993 bis 1998 war er wissenschaftlicher Mitarbeiter in der Redaktion der Schriftenreihe Fontes Christiani an der Ruhr-Universität Bochum. Nach der Promotion 1995 an der Universität Bonn war er von 1998 bis 2002 Habilitationsstipendiat der Görres-Gesellschaft in Verbindung mit der Redaktion der Fontes Christiani. Die Margot- und Friedrich Becke-Stiftung in Heidelberg verlieh ihm 2002 einen Stipendienpreis im Zusammenhang mit dem Projekt Geschichte des Diamanten. Von 2002 bis 2006 war er erneut wissenschaftlicher Mitarbeiter in der Redaktion der Fontes Christiani in Bochum.
Nach der Habilitation 2004 in Neugriechischer und Byzantinischer Philologie in Bochum vertrat er von 2006 bis 2007 den Lehrstuhl der Professur für Byzantinistik an der Freien Universität Berlin. Von 2007 bis 2009 war er wiederum wissenschaftlicher Mitarbeiter in der Redaktion der Fontes Christiani an der Ruhr-Universität Bochum, seit 2010 ist er in dieser Funktion an der Ludwig-Maximilians-Universität München tätig. In München vertrat er 2011 auch die Professur für Byzantinistik. 2013 wurde er dorthin umhabilitiert.

## Schriften (Auswahl)
- Der anonyme Publikumskommentar in Ilias und Odyssee (= Philosophie. Band 25). Lit, Münster 1996, ISBN 3-8258-2786-0 (zugleich Dissertation, Bonn 1995).
- mit Alois Haas und Ludwig Hödl: Diamant. Zauber und Geschichte eines Wunders der Natur. Gespräche und Gedanken (= Schriften der Margot-und-Friedrich-Becke-Stiftung zu Heidelberg. Band 3). Springer, Berlin u. a. 2004, ISBN 3-540-40877-0.
- mit Bruno Bleckmann: Eusebius: De vita Constantini – Über das Leben Konstantins. Griechisch-deutsch (= Fontes Christiani. Band 83). Brepols, Turnhout 2007, ISBN 978-2-503-52560-0.
- mit Nikolaus Nösges: Caesarius von Heisterbach, Dialogus miraculorum (= Fontes Christiani. Band 86,1–5). 5 Teilbände, Brepols, Turnhout 2009, ISBN 978-2-503-52941-7 (Teilband 1), ISBN 978-2-503-52943-1 (Teilband 2), ISBN 978-2-503-52945-5 (Band 3), ISBN 978-2-503-52947-9 (Band 4), ISBN 978-2-503-53220-2 (Teilband 5).
- Samuel Köleseri de Keres-Eer: Auraria Romano-Dacica (= Silber und Salz in Siebenbürgen. Band 9) (= Veröffentlichungen aus dem Deutschen Bergbau-Museum Bochum. Band 168). Deutsches Bergbau-Museum, Bochum 2009, ISBN 978-3-937203-43-0.
- Kosmas Indikopleustes, Christliche Topographie. Textkritische Analysen, Übersetzung, Kommentar (= Indicopleustoi. Band 7). Brepols, Turnhout 2010, ISBN 2-503-53318-3 (zugleich Habilitationsschrift, Bochum 2004).
- Eusebius von Caesarea, De laude Constantini; De verbo dei – Lobrede auf Konstantin; Über den Logos Gottes (= Fontes Christiani. Band 89). Herder, Freiburg 2020, ISBN 978-3-451-32922-7.